# Isus na Maslinskoj gori
Isus na Maslinskoj gori događaj je iz Isusova života opisan u Novome zavjetu. 

## Mjesto
Maslinska gora je planina istočno od Jeruzalema obrasla maslinama. U podnožju Maslinske gore nalazi se Getsemanski vrt. Dobio je ime od tijeska za maslinovo ulje. Isusova muka započela je u Getsemaniju. To je imalo simboliku, jer su prvi ljudi Adam i Eva sagriješili u rajskom vrtu, a Isus je započeo spasenje ljudi iz Getsemanskog vrta. 

## Tijek događaja
Nakon Posljednje večeri, Isus je s apostolima krenuo prema Maslinskoj gori i Getsemanskom vrtu. Tamo je više puta došao prenoćiti, ako bi se dugo zadržao u Jeruzalemu. Isus se povukao na molitvu rekavši apostolima neka bdiju i mole. Jedino su Petar, Jakov i Ivan, kao trojica najvjernijih pošli s njime. Isus je znao, da ga čekaju kušnja i slabost pa je samo trojici apostola dozvolio, da tome svjedoče, jer bi to ostali teško podnijeli. Zaokupile su ga misli o muci i smrti, bio je u tjeskobi i tuzi. Trojici apostola rekao je: „Duša mi je nasmrt žalosna! Ostanite ovdje i bdijte” (Mk 14, 34). Udaljio se i od njih, ali ne predaleko. Isus je imao običaj moliti se Bogu Ocu prije važnih događaja. Tako je činio i ovaj put. Kleknuo je i licem pao na zemlju od muke i straha. To je trajalo oko sat vremena. Isus je znao, jer je Bog i čovjek, što će se dogoditi dan kasnije na Veliki petak. U glavi su mu prolazile slike mučenja. Osjetio je jake duševne bolove, oblijevao ga je hladan znoj. U Getsemanskom vrtu, Isus nije oplakivao toliko svoju muku i smrt, koliko ljudsku pakost i zloću.
Iskušavao ga je đavao, prvi put nakon kušnje u pustinji. Prikazao mu je grijehe svijeta, da ga odvrati od žrtve. U nevolji zavapio je: „Oče moj! Ako je moguće, neka me mimoiđe ova čaša. Ali ne kako ja hoću, nego kako hoćeš ti!” (Mt 26,39). Nakon molitve otišao je do trojice apostola, koje je našao kako spavaju pa im je rekao: „Tako, zar niste mogli jedan sat probdjeti sa mnom?” (Mt 26,40). Apostolima je bilo neugodno. Isus im je još rekao: „Bdijte i molite da ne padnete u napast! Duh je, istina, voljan, no tijelo je slabo” (Mt 26,41). 
Isus se ponovno povukao na molitvu i trpio, zbog ravnodušnosti ljudi na njegovu muku i zbog toga što se neće svi ljudi spasiti, jer su dobrovoljno odbacili spasenje. Za vrijeme muke Isusu je došao anđeo i tješio ga. Slično se dogodilo i prilikom kušnje u pustinji. 
Nakon anđelova odlaska, Isus se nastavio moliti i znojio se krvavim znojem, zbog patnji i smrti koje je imao podnijeti i budućih patnji pripadnika Crkve. Krvavi znoj, pojavio se zbog velike uzbuđenosti i duševne borbe, kada je krv navrela u velikim količinama u glavu i pomiješala se sa znojem. 
Isus je molitvom želio dati ljudima primjer, da se mole u teškoćama i pred važne životne događaje. Nakon molitve osjetio je mir, odlučnost i duševnu snagu, što će nastaviti osjećati tijekom cijele muke i križnog puta. Isus je bdio, a učenici su spavali, dok ih nije probudio riječima: "Evo, približio se čas! Sin Čovječji predaje se u ruke grešničke! Ustanite, hajdemo! Evo, približio se moj izdajica (Mt 26,45-46)". 
U Getesmanski vrt ušao je Juda, neki članovi židovskog velikog svećeničkog viječa, sluge i vojnici. Imali su svjetiljke i bili su naoružani. Neki nisu znali kako Isus izgleda pa im je Juda bio vodič. Dogovorli su se, da će poljubac biti znak: "Koga poljubim, taj je, njega uhvatite (Mt 26,48)!" Tako je Juda izdao Isusa poljupcem. Isus je znao, što se sprema pa ih je mirno dočekao. Nakon Judinog poljupca rekao je: "Juda, poljupcem Sina Čovječjeg predaješ (Lk 22,48)?"  Mirno se predao vojnicima nakon što ih je upitao koga traže. Kada je rekao, da je on taj koga traže, vojnici su popadali na zemlju, od snage Isusovih riječi, a Isus nije pobjegao. Htio je pokazati, da se dobrovoljno predaje. Pri tome je zatražio, da apostole ostave na miru i ne uhite ih. Kada su Isusu vezali ruke, apostoli su razmišljali o obračunu i pitali su Isusa: "Gospodine, da udarimo mačem (Lk 22,49)?" Isus nije još ni odgovorio, a Petar je već uzeo nož i napao jednog slugu. Posjekao mu je desno uho, jer je promašio glavu. Isus je apostole odvratio od borbe: "Vrati mač na njegovo mjesto jer svi koji se mača laćaju od mača i ginu (Mt 26,52)". Prekorio je Petra i rekao mu, da je htio, da je mogao zamoliti Boga Oca da pošalje mnoštvo anđela da ga brane, ali je htio da se ispune proroštva i Sveto pismo. Dotakao je posječeno uho sluge svećenika i ono je zacijelio. Svećenicima je poručio: "Kao na razbojnika iziđoste s mačevima i toljagama da me uhvatite? Danomice sjeđah u Hramu naučavajući i ne uhvatiste me (Mt 26,55)." 
Đavao se poslužio židovskim svećeničkim poglavarima, da ulovi i razapne Isusa. Vojnici su odveli Isusa, a apostoli su ostali. Dok su Isusa vodili u gluho doba noći, jedan je mladić to primijetio i približio se. Vojnici su prišli da ga uhvate, ali im je pobjegao. Nije poznato ime mladića. Time se pokazalo, da bi vojnici rado uhitili i apostole, da im Isus nije zabranio. Isusa su prvo odveli veliku svećeniku.

## Pobožnosti
Getsemanska ura euharistijskog klanjanja naročito se prakticira na Veliki četvrtak i ostale četvrtke u godini. Dvostruka je zadaća svete ure: prva je sjediniti se s Isusom Otkupiteljem da se ublaži Pravednost Božja, a druga je tješiti Isusa u Njegovim patnjama u Getsemaniju.